# 사가번
사가번(일본어: 佐賀藩 사가한[*])는 히젠국 사가군에 있던 도자마 다이묘의 번이다. 히젠번(肥前藩)이라고도 한다. 나베시마씨가 번주였기 때문에 나베시마번(鍋島藩)이라는 속칭도 있다. 메이지 유신을 추진한 삿초 동맹 중 하나이다. 현재의 사가현, 나가사키현의 일부에 해당한다. 번청은 사가성(현재의 사가시). 번주는 시작할 때는 류조지씨였다가, 나중에 나베시마씨로 바뀐다. 수확량은 35만 7천석이었고, 지번으로는 하스노이케번(蓮池藩), 오기번(小城藩), 가시마번(鹿島藩)이 있었다.

## 번의 역사

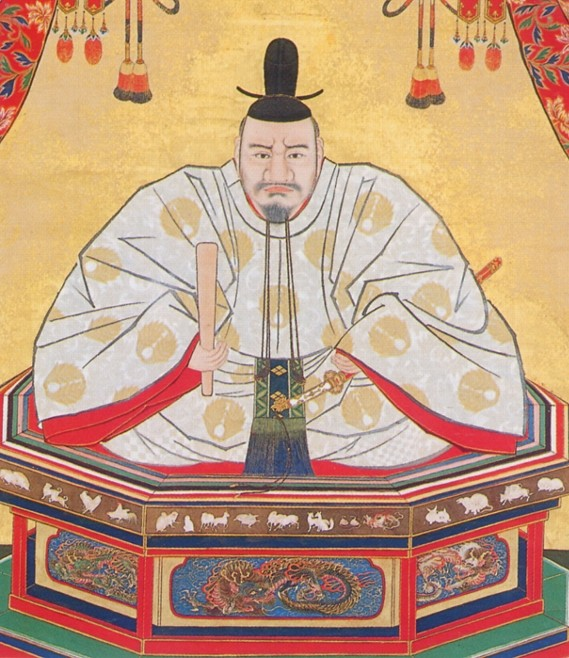
번조 나베시마 나오시게(鍋島直茂)

나베시마씨는 류조지씨의 가신이었지만, 류조지 다카노부의 전사 이후 나베시마 나오시게가 영지를 상속하여 성립되었다. 번의 성립 후에도 종종 남아있던 류조지 분가들과 대립이 일어났다. 이를 나베시마 소동(鍋島騒動)이라 하며 이 대립 구도에서 나온 이야기가 ‘나베시마의 바케네코 소동’(鍋島の化け猫騒動)이다.

### 번의 성립
1584년, 류조지 다카노부는 시마바라반도에 있는 시마즈씨, 아리마씨의 연합군과의 싸움에서 패배하여 죽음을 당했다. 그의 어린 아들인 류조지 마사이에의 보좌역으로서 실권을 잡은 중신 중 한 명이었던 이가 나베시마 나오시게였다. 1590년 덴쇼 18년에는 마사이에를 폐하고 그의 아들인 류조지 다카후사를 내세웠는데, 나오시게는 다카후사의 양부이자 후견인으로 도요토미 히데요시로부터 인정을 받았다. 이후 나베시마 씨는 가주를 압도하게 된다. 히데요시의 조선 출병인 임진왜란과 히데요시의 사후 세키가하라 전투에서도 직접 나오시게가 대장으로 참전했다. 세키가하라 전투에서는 서군에 가담했지만, 같은 서군인 다치바나 무네시게를 공략하여 도쿠가와 이에야스로부터 영지 소유를 인정받았다.

### 에도 시대의 사가번
사가번은 35만 7천 석의 대영지이면서도 그 실상은 3지번(하스노이케, 오기, 가시마)·나베시마 4서류가(시라이시(白石), 가와쿠보(川久保), 무라타(村田), 구보타(久保田))와 류조지 4분가(다쿠(多久), 다케오(武雄), 이사하야(諫早), 스고(須古))의 각 자치령이 있었기 때문에 번주의 실질적인 석고는 6만 석 정도였다. 류조지가의 지배체제를 계승했기 때문에 류조지가의 영지도 안정시킬 필요가 있었던 것이다. 이 때문에 막부에 대한 공사비 지출 등을 이유로 가신의 영지 30%를 반환시키는 '삼부상지'(三部上地)를 두 차례(게이초 16년(1611년), 겐나 7년(1621년))나 실시해 직할지를 확대하고 있다. 1차에는 전가신, 2차에는 류조지 4가가 대상으로 지번에 할당하거나 류조지 4가에 양자를 보내는 등 점차 번을 전체적으로 나베시마화하였다. 

## 역대 번주

### 류조지 가문
| 대수 | 번주                       | 초상화 | 재임 기간       | 비고 |
| ---- | -------------------------- | ------ | --------------- | ---- |
| 1    | 류조지 다카후사 龍造寺高房 |        | 1590년 ~ 1607년 |      |

### 나베시마 가문
| 대수 | 번주                                       | 초상화 | 재임 기간       | 비고                                                                 |
| ---- | ------------------------------------------ | ------ | --------------- | -------------------------------------------------------------------- |
| 1    | 나베시마 가쓰시게 鍋島勝茂                 |        | 1607년 ~ 1657년 |                                                                      |
| 2    | 나베시마 미쓰시게 鍋島光茂                 |        | 1657년 ~ 1695년 | 초대 번주 나베시마 가쓰시게의 손자                                   |
| 3    | 나베시마 쓰나시게 鍋島綱茂                 |        | 1695년 ~ 1706년 | 2대 번주 나베시마 미쓰시게의 장남                                    |
| 4    | 나베시마 요시시게 鍋島吉茂                 |        | 1707년 ~ 1730년 | 2대 번주 나베시마 미쓰시게의 차남                                    |
| 5    | 나베시마 무네시게 鍋島宗茂                 |        | 1730년 ~ 1738년 | 2대 번주 나베시마 미쓰시게의 15남                                    |
| 6    | 나베시마 무네노리 鍋島宗教                 |        | 1738년 ~ 1760년 | 5대 번주 나베시마 무네시게의 장남                                    |
| 7    | 나베시마 시게모치 鍋島重茂                 |        | 1760년 ~ 1770년 | 5대 번주 나베시마 무네시게의 7남                                     |
| 8    | 나베시마 하루시게 鍋島治茂                 |        | 1770년 ~ 1805년 | 5대 번주 나베시마 무네시게의 10남, 가시마번주 시절의 이름은 나오히로 |
| 9    | 나베시마 나리나오 鍋島斉直                 |        | 1805년 ~ 1830년 | 8대 번주 나베시마 하루시게의 장남, 사위는 대장경 다테 무네나리       |
| 10   | 나베시마 나리마사 鍋島斉正                 |        | 1830년 ~ 1861년 | 9대 번주 나베시마 나리나오의 17남                                    |
| 11   | 나베시마 모치자네(나오히로) 鍋島茂実(直大) |        | 1861년 ~ 1871년 | 10대 번주 나베시마 나리마사(나오마사)의 장남                         |

## 가신단

### 나베시마 고산케
나베시마 고산케(御三家)에는 하스노이케 나베시마가(蓮池鍋島家), 오기 나베시마가(小城鍋島家), 가시마 나베시마가(鹿島鍋島家)가 있다.

#### 하스노이케번

##### 역대 번주
1. 나오즈미(直澄)
2. 나오유키(直澄)
3. 나오노리(直澄)
4. 나오쓰네(直澄)
5. 나오오키(直澄)
6. 나오히로(直澄)
7. 나오하루(直澄)
8. 나오토모(直澄)
9. 나오타다(直澄)

#### 오기번

##### 역대 번주
1. 모토시게(元茂)
2. 나오요시(直能)
3. 모토타케(元武)
4. 모토노부(元延)
5. 나오히데(直英)
6. 나오카즈(直員)
7. 나오마스(直愈)
8. 나오토모(直知)
9. 나오타카(直堯)
10. 나오스케(直亮)
11. 나오토라(直虎)

#### 가시마번

##### 역대 번주
1. 다다시게(忠茂)
2. 마사시게(正茂)
3. 나오토모(直朝)
4. 나오에다(直條)
5. 나오카타(直堅)
6. 나오사토(直郷)
7. 나오히로(直熙)
8. 나오요시(直宜)
9. 나오노리(直彜)
10. 나오나가(直永)
11. 나오하루(直晴)
12. 나오사가(直賢)
13. 나오요시(直彬)

## 막말의 영지

### 사가 번
- 히젠국(肥前国)
  - 미네군(三根郡) - 11개 촌
  - 사가군(佐賀郡)의 일부 - 92촌
  - 간자키군(神埼郡)의 일부 - 39촌
  - 야부군(養父郡)의 일부 - 10촌
  - 오기군(小城郡)의 일부 - 22촌
  - 기시마군(杵島郡)의 일부 - 50촌
  - 후지쓰군(藤津郡)의 일부 - 18촌
  - 마쓰라군(松浦郡)의 일부 - 36촌
  - 소노기군(彼杵郡)의 일부 - 6촌
  - 다카키군(高来郡)의 일부 - 39촌

위에 있는 것 외에도 메이지 유신 이후 구시로국 구시로군(釧路郡), 가와카미군(川上郡), 앗케시군(厚岸郡), 지시마국 부리베쓰군(振別郡)을 관할했으며, 부리베쓰군은 센다이번으로 이관되었다.

### 하스노이케번
- 히젠국
  - 사가군의 일부 - 2촌
  - 간자키군의 일부 - 10촌
  - 기시마군의 일부 - 8촌
  - 후지쓰군의 일부 - 13촌
  - 마쓰라군의 일부 - 1촌

### 오기번
- 히젠국
  - 사가군의 일부 - 4촌
  - 오기군의 일부 - 46촌
  - 마쓰라군의 일부 - 18촌

### 가시마번
- 히젠국
  - 후지쓰군의 일부 - 11촌

## 같이 보기
- 폐번치현

## 참고 문헌
- 児玉幸多・北島正元監修『藩史総覧』新人物往来社, 1977년
- 『別冊歴史読本24 江戸三百藩 藩主総覧 歴代藩主でたどる藩政史』 新人物往来社, 1977년
- 中嶋繁雄『大名の日本地図』文春新書、2003年 ISBN 978-4166603527
- 八幡和郎『江戸三００藩 バカ殿と名君 うちの殿さまは偉かった?』 光文社新書, 2004년 ISBN 978-4334032715